# Léontia
L'impératrice Léontia est née au VIe siècle dans l'Empire byzantin et a été sur le trône de Byzance de 602 à 610. Elle a donc pris le titre d'Augusta. Elle s'est mariée avant son accession au trône avec Phocas, alors un sous-officier du limes du Danube, à une date inconnue. Le couple impérial a usurpé le trône grâce à une révolte de l'armée. Selon l'auteur André N. Stratos, Phocas est originaire de la région de Thrace, ce qui suppose que Léontia le soit aussi. De plus, nous savons que Léontia et Phocas ont eu avant leur accession au trône, une fille nommée Domentzia. Celle-ci se mariera en 607 avec le célèbre et puissant général Priscus. La date de mort, comme la naissance, de Léontia reste inconnue. Cependant, nous pouvons supposer qu'elle est décédée au moment où la famille de Phocas est décimée à la suite d'une révolte. Cette date est le 5 octobre 610.  

## Son ascension au trône
L’accession au trône de Léontia et Phocas s’est faite à la suite d’une révolte de l’armée contre l’empereur Maurice. En effet, cet empereur a cumulé pendant les années de son règne (582 à 602) plusieurs mécontentements de la part de la population byzantine. En effet, l’empereur Maurice voulait à tout prix atteindre son objectif pour l’empire : rétablir la paix et éliminer l’empire des Avars. Cependant, l’empereur ne prenait pas en compte le facteur humain pour atteindre ses objectifs. C'est-à-dire que les soldats étaient sur le champ de bataille longtemps et, donc, ils ne voyaient pas leur famille souvent. Ce manque est à l’origine de la révolte de l’armée du Danube, celle où le futur empereur Phocas est alors sous-officier. 
À la suite de plusieurs victoires contre les Avars au début du VIIe siècle, l’armée du Danube et leur général Priscus désirent rentrer à Constantinople, car ils sont épuisés. L’empereur Maurice décide de remplacer Priscus pour son frère, Pierre et demande aux troupes de rester à l’intérieur des terres Avars pour l’hiver pour garder ainsi l’avantage sur ces derniers. Cependant, l’hiver au nord du Danube est très rude. Ce qui crée du mécontentement de la part des troupes de l’armée. Vers le 5 ou 6 novembre 602, l’armée, dont fait partie Phocas présente une députation à Pierre et fait part des conditions rudes qu’ils doivent endurer. Néanmoins, l’ordre de l’empereur Maurice est formel, l’armée doit rester au nord du Danube. Des rebelles décident alors de se révolter et de nommer Phocas exarque en le mettant sur un bouclier, comme le veut la tradition. Aucun haut dirigeant n’a essayé d’arrêter la rébellion, car le mécontentement contre l’empereur était général dans l’empire. La troupe rebelle se dirige alors vers Constantinople pour aller voir l’empereur Maurice dans son palais. Cela prend environ 15 jours. Celui-ci tente de se protéger avec les gardes civils, mais Maurice a beaucoup trop d’ennemis, il doit donc s'enfuir de Constantinople avec sa famille vers le 22 novembre pour aller en Asie Mineure. Le lendemain de la fuite de Maurice, à la suite d'une demande, Phocas est proclamé par empereur de l’Empire byzantin par les sénateurs. L’appui de la faction sportive des Verts, excédé par la politique de l’empereur Maurice, a contribué facilement à la chose. Le 23 novembre 602 au soir, Phocas et Léontia sont sacrés empereur et impératrice de Byzance dans l’église Saint-Jean à l’Hebdomon. Ils sont les premiers à se faire sacrer par l’Église et dans une église. Quelques jours plus tard, l’empereur Phocas demandera à Lilius, un compagnon de la révolte, de se rendre en Asie Mineure pour aller assassiner l’ex-empereur Maurice et sa famille.
L’historiographie de l'époque et celle d'aujourd'hui parle très peu du rôle de Léontia dans son accession au trône et de sa vie en général. On peut donc supposer qu’elle ne fut pas très utile et qu’elle fut nommée Augusta sans aucune action de sa part.

## Sa vie d'impératrice

### La vie d'une impératrice byzantine
La vie d’une impératrice est très occupée. En effet, les femmes des empereurs avaient plusieurs responsabilités au sein de la vie privée et publique de l’empire. Elles doivent partager leur temps entre les réceptions, la toilette, les festins et la dévotion. Cependant, les impératrices avaient aussi des devoirs politiques et leur fortune personnelle servait à prendre des décisions dans l’administration de l’empire. Ensuite, nous savons que les Augusta avaient une foule de serviteurs, qui répondaient au moindre désir de leur maîtresse. De plus, elles avaient leur propre appartement privé, séparé de l’empereur. Pour finir, l’impératrice a pour rôle, dans les fêtes publiques ou officielles, d’accompagner l’empereur. Tous ces éléments dictés représentent un portrait général de la vie d’une Augusta de Byzance. Il se peut donc que Léontia ait profité des avantages du titre d’impératrice ainsi. Cependant, l’historiographie démontre que l’empereur Phocas laissait peu place à sa femme, étant donné qu’elle est quasi inexistante. Nous savons (grâce au chapitre : La défaite de son mari) que son mari est considéré par plusieurs, comme vulgaire et comme usurpateur. 

### La monnaie
Comme plusieurs nouveaux empereurs byzantins, ils font émettre une nouvelle monnaie avec leur portrait, dans le but d'imposer leur nouveau pouvoir. Cela a été le cas pour Léontia et Phocas. En effet, une des particularités de leurs pièces est que le couple royal y est représenté ensemble. Cela représente, selon Leslie Brubaker et Helen Tobler, une façon de démontrer que l’impératrice à un rôle important à jouer dans l’unité royale. En effet, en temps de crise, Phocas semble vouloir avoir une certaine stabilité dans l’empire et veut ainsi augmenter le rôle de l’impératrice. Cette analyse de la monnaie démontre que Léontia avait tout de même un certain rôle dans l’empire. Nous pouvons cependant supposer que ce rôle reste symbolique, au vu du reste de l’historiographie.

### Le lien avec le pape Grégoire
Le pape Grégoire a exercé son pontificat de 590 jusqu’à 604. Son règne pontifical est considéré par l’auteure Sofia Boesch Gajano, comme étant un épisode fondateur du Moyen Âge. Après sa mort, il sera canonisé pour devenir Saint-Grégoire. Un des problèmes de Rome à cette époque est la menace exercée par le peuple lombard. Cela créera une certaine tension avec l’empereur Maurice, car, celui-ci devait aider le pape Grégoire à calmer les Lombards. Cependant, cela n’a pas été fait et le pape a dû accepter certaines contraintes imposées par le peuple germain. Lorsque l’empereur Phocas prend le pouvoir en 602, le pape félicite le couple impérial de sa conquête dans une lettre, afin d'avoir l’appui de Byzance dans la guerre contre les lombards. De plus, le 25 avril 603, le portrait de Léontia et Phocas est installé dans l’oratoire Saint-Césaire du Palatin. L’historiographie ne dit pas s’il y a eu d’autres lettres échangées avec le couple impérial à la suite de la cérémonie. Cependant, l’auteure Sofia Boesch Gajano a écrit que le pape Grégoire a encouragé Léontia à être défenseur de la foi chrétienne.

## La défaite de son mari
Tout au long du règne de l’empereur Phocas, celui-ci a cumulé la haine et la peur des autres membres de la population. En effet, plusieurs  hauts dignitaires et ainsi que toute la famille du précédent empereur, Maurice sont assassinés. La tension est alors palpable. En effet, Phocas est reconnu pour son côté vulgaire. Il boit beaucoup et il adore les femmes. Si son ascension est due au groupe sportif, la faction des Verts, son alcoolisme rend furieux ces derniers. Phocas va leur interdire tous les emplois. Également, la reprise de la guerre contre les Perses sera un objet de révolte. Ainsi, au fil des années, Phocas s’est attiré des ennuis. 
Vers 608, l’exarque d’Afrique, Héraclius démarre une rébellion contre l’empereur Phocas. Avec l’appui des sénateurs, de la faction des Verts et de Priscus, Héraclius ordonne dans un premier l’arrêt de l’exportation du blé africain. Ce dernier est très important pour l’empire, car il est la source alimentaire la plus utilisée par les Byzantins et elle est une bonne monnaie d’échange. Ce qui fait qu’Héraclius peut utiliser ce blé pour se payer une flotte. Les sources sont peu nombreuses pour la suite des événements à la suite de l’arrêt d’exportation jusqu’à la mort de Phocas en 610. Nous savons que la prise de l’Égypte est importante dans le processus. Ce qu’Héraclius réussit à faire à l’aide de son fils, Héraclius le jeune et son neveu, Nicétas. 
La prise de l’Égypte a été relativement facile, car une partie importante de la population était excédée par comportement de Phocas. Grâce à la flotte égyptienne, Héraclius, son fils et Nicétas ont pu se battre à Constantinople, accompagnés de soldats n’aimant pas Phocas, qui proviennent de l’Afrique, de l’Égypte et d’autres régions autour de la Méditerranée. L’arrivée à Constantinople se fait le 3 octobre 610, au port Sophien qui est contrôlé par les Verts. Pendant, que la bataille fait rage contre les partisans de l’empereur, Phocas tente de se réfugier dans l’Archange, une partie du Grand Palais. Au matin du 5 octobre, plusieurs hauts dirigeants entrent dans le palais pour capturer l’empereur. Il sera décapité et son corps va être exhibé sur boulevard de la Mésé.
Encore une fois, le rôle ou les actions de Léontia dans cette bataille ne sont jamais mentionnés dans les sources. Cependant, la phrase suivante suppose son assassinat pendant la bataille à Constantinople : « Domentziolus, son frère et d’autres familiers de l’empereur sont aussi tués (…) ». Léontia a donc peut-être été assassiné le 5 octobre 610 par des membres de la rébellion.

## Liste des références
1. ↑  André N. Stratos, Byzance au VIIe siècle, Lausanne, 1985, 521 p., p.61
2. ↑  André N. Stratos, Byzance au VIIe siècle, Lausanne, 1985, 521 p., p.74
3. 1 2  André N. Stratos, Byzance au VIIe siècle, Lausanne, 1985, 521 p., p.90
4. ↑  Michel Kaplan, Byzance, Paris, Les belles lettres, 2010, 304 p., p.43
5. ↑  André N. Stratos, Byzance au VIIe siècle, Lausanne, 1985, 521 p., p.45
6. 1 2  André N. Stratos, Byzance au VIIe siècle, Lausanne, 1985, 521 p., p.48
7. ↑  André N. Stratos, Byzance au VIIe siècle, Lausanne, 1985, 521 p., p.49
8. ↑  André N. Stratos, Byzance au VIIe siècle, Lausanne, 1985, 521 p., p.50
9. ↑  André N. Stratos, Byzance au VIIe siècle, Lausanne, 1985, 521 p., p.53
10. ↑  André N. Stratos, Byzance au VIIe siècle, Lausanne, 1985, 521 p., p.54
11. 1 2  Charles Diehl, Impératrices de Byzance, Paris, Armand Collin, 1959, 295 p., p.7
12. ↑  Charles Diehl, Impératrices de Byzance, Paris, Armand Collin, 1959, 295 p., p.5
13. ↑  Charles Diehl, Impératrices de Byzance, Paris, Armand Collin, 1959, 295 p., p.10
14. ↑  (en) Helen Brubaker and Helen Tobler, « The Gender of Money : Byzantine Empresses on Coins (324-802) », Gender and History,‎ 2000, p.586
15. ↑  (en) Leslie Brubaker and Helen Tobler, « The Gender of Money : Byzantine Empresses on Coins (324-802) », Gender and History,‎ 2000, p.586
16. ↑  Sofia Boesch Gajano, Grégoire le grand, aux origines du Moyen Âge, Paris, Les éditions du cerf, 2007, 226 p., p.7
17. ↑  Sofia Boesch Gajano, Grégoire le grand, aux origines du Moyen Âge, Paris, Les éditions du cerf, 2007, 226 p., p.55
18. ↑  Sofia Boesch Gajano, Grégoire le grand, aux origines du Moyen Âge, Paris, Les éditions du cerf, 2007, 226 p., p.132-133
19. ↑  Sofia Boesch Gajano, Grégoire le grand, aux origines du Moyen Âge, Paris, Les éditions du cerf, 2007, 226 p., p.180
20. ↑  André N. Stratos, Byzance au VIIe siècle, Lausanne, 1985, 521 p., p.77
21. ↑  Pierre Justin Sabatier, Description générale des monnaies byzantines frappées sous les empereurs d'Orient, depuis Arcadius jusqu'à la prise de Constantinople par Mahomet II : suite et complément de la Description historique des monnaies frappées sous l'Empire romain, par Henry Cohen, Paris, Rollin et Feuardent, 1862, 326 p., p.252
22. ↑  André N. Stratos, Byzance au VIIe siècle, Lausanne, 1985, 521 p., p.82
23. ↑  André N. Stratos, Byzance au VIIe siècle, Lausanne, 1985, 521 p., p.84
24. ↑  André N. Stratos, Byzance au VIIe siècle, Lausanne, 1985, 521 p., p.87
25. ↑  André N. Stratos, Byzance au VIIe siècle, Lausanne, 1985, 521 p., p.89
26. ↑  André N. Stratos, Byzance au VIIe siècle, Lausanne, 1985, 521 p., p.90
27. ↑  André N. Stratos, Byzance au VIIe siècle, Lausanne, 2985, 521 p., p.90